# Tiefenort
Tiefenort är en ortsteil i staden Bad Salzungen i Wartburgkreis i förbundslandet Thüringen i Tyskland. Tiefenort var en kommun fram till 6 juli 2018 när den uppgick i Bad Salzungen. Kommunen Tiefenort hade 3 869 invånare 2018.